# ヘンリー・ゲリブランド
ヘンリー・ゲリブランド（Henry Gellibrand、1597年 - 1636年）は、イギリスの天文学者・数学者である。地球の磁気偏角が年月とともに変化するのを発見した。
ロンドンに生まれた。オックスフォード大学で学んだ後、ケントで聖職者になった。その後数学を学び、1627年にグレシャム大学の数学の教授となった。ヘンリー・ブリッグスの死後、数学書rigonometrica Britannica（後に『ブリッグスの対数表』とよばれる）の第2巻を完成させた。
ブリッグスは地球の磁気の方向が一定でないことを発見したことで知られる。1964年に精密な測定を行い、1580年のウィリアム・ボロー（w:William Borough）や1622年のエドムンド・ガンター(w:Edmund Gunter)の測定に対して、少なくともロンドンでは、磁気偏角が変化していることを発見した。その結果を1635年に "A discourse mathematical on the variation of the magnetical needle, together with its admirable diminution lately discovered"というタイトルで発表した。